# Родрігу Мора (футболіст, 2007)
Родрі́гу Мо́ра де Карва́лью (5 травня 2007) — португальський футболіст, що грає на позиції атакувального півзахисника або вінгера в «Порту Б».

## Клубна кар'єра
Мора — вихованець академій футбольних клубів «Куштуаш» та «Порту».
Він дебютував на професійному рівні у складі «Порту Б», вийшовши на заміну 15 січня 2023 року в матчі Ліги Португалії 2 з «Тонделою», який закінчився внічию 1–1. У віці 15 років, 8 місяців і 10 днів він став наймолодшим професійним дебютантом в історії португальського футболу.
2 червня 2023 року Мора підписав свій перший професійний контракт з «Порту». 24 вересня 2023 року він був названий «Молодим спортсменом року» «Порту».
15 жовтня 2024 року англійська газета The Guardian назвала його одним з 60-ти найкращих футболістів світу 2007 року народження.
Після вражаючого виступу на чемпіонаті Європи УЄФА серед збірних до 17 років влітку, Мора почав тренуватися з першою командою і взяв участь у передсезонному зборі клубу. Згодом він був переведений до першої команди «Порту» на сезон 2024-25 років, і дебютував 25 вересня у програному на виїзді матчі проти «Боде/Глімт» 3:2 під час першого матчу нового формату Ліги Європи УЄФА; таким чином, Мора став сьомим наймолодшим гравцем в історії (у віці 17 років та 20 днів), який виступав за «Порту». Він дебютував у лізі через чотири дні у переможному матчі проти «Аруки» з рахунком 4:0. 28 жовтня він забив свій перший гол за клуб у переможному виїзному матчі проти «АВС» 5:0, ставши четвертим наймолодшим гравцем, який забив у складі клубу.
Протягом сезону його статус у команді зростав, попри те, що новоприбулий головний тренер Вітор Бруно вагався, чи випускати його в старті. 21 грудня Мора вперше вийшов в стартовому складі, віддавши результативну передачу та забивши гол у переможній грі проти «Морейренсе» 3:0. У наступному матчі, через сім днів, він знову забив і віддав результативну передачу у переможному матчі 4:0 над «Боавіштою» у дербі «Інвікта». Його колишній головний тренер підкреслив, що хоча він надзвичайно задоволений Морою, але «йому ще треба пройти довгий шлях і багато чого досягти». Зрештою, він заслужив місце в стартовому складі «Порту», після того, як форварди Галено та Пепе втратили форму.
3 березня 2025 року Мора забив переможний гол у матчі проти «Ешторілом» (2:1), ставши другим наймолодшим гравцем (у віці 17 років і 304 днів), який забив п'ять голів у Прімейра-Лізі. Порту посів третє місце в лізі, а Мора завершив сезон з 10 голами, був обраний гравцем місяця та півзахисником місяця у квітні, а 7 травня продовжив контракт до червня 2030 року.

## Виступи за збірну
Мора розпочав свою юнацьку кар'єру за збірну Португалії U-15, забивши гол у переможному матчі (3:1) проти Фінляндії в Cidade do Futebol 25 листопада 2021 року. У складі збірної до 17 років Мора брав участь у чемпіонаті Європи серед юнаків до 17 років 2024 року на Кіпрі. Він став найкращим бомбардиром турніру з п'ятьма голами, допомігши Португалії посісти друге місце після поразки у фіналі від Італії з рахунком 3:0. За свої виступи протягом турніру він був включений до символічної збірної турніру.
10 вересня 2024 року Мора дебютував за збірну до 21 року, віддавши гольову передачу у другому голі у перемозі над Хорватією з рахунком 2:0 у кваліфікації чемпіонату Європи УЄФА 2025 року.
Мора був викликаний до збірної Португалії 20 травня 2025 року на фінал Ліги націй УЄФА 2025 року, які відбудуться 4 та 8 червня 2025 року.

## Титули і досягнення
Португалія U-17
- Друге місце на чемпіонаті Європи УЄФА серед юнаків (U-17): 2024[22]

Португалія
- Переможець Ліги націй УЄФА: 2024-25

Індивідуальний
- Найкращий бомбардир чемпіонату Європи серед юнаків (U-17): 2024[23]
- Найкращий бомбардир Юнацької ліги УЄФА: 2023–24 (7 голів)[24]